# Sabugal e Aldeia de Santo António
Sabugal e Aldeia de Santo António (oficialmente, União das Freguesias do Sabugal e Aldeia de Santo António) é uma freguesia portuguesa do município do Sabugal, com 56,34 km² de área e 2 608 habitantes (censo de 2021). A sua densidade populacional é 46,2 hab./km².

## História
Foi criada aquando da reorganização administrativa de 2012/2013,  resultando da agregação das antigas freguesias de Sabugal e Aldeia de Santo António.

## Demografia
A população registada nos censos foi:
| Ano  | 0-14 Anos | 15-24 Anos | 25-64 Anos | > 65 Anos |
| 2001 | 430       | 411        | 1551       | 568       |
| 2011 | 362       | 281        | 1474       | 624       |
| 2021 | 291       | 242        | 1278       | 793       |

À data da junção das freguesias, a população registada no censo anterior foi:
| Freguesia atual                                           | Freguesia atual  | Freguesia atual | Freguesias antigas      | Freguesias antigas | Freguesias antigas |
| Freguesia                                                 | População (2011) | Área (km²)      | Freguesia               | População (2011)   | Área (km²)         |
| --------------------------------------------------------- | ---------------- | --------------- | ----------------------- | ------------------ | ------------------ |
| União das Freguesias do Sabugal e Aldeia de Santo António | 2 608            | 56,34           | Sabugal                 | 1 943              | 31,57              |
| União das Freguesias do Sabugal e Aldeia de Santo António | 2 608            | 56,34           | Aldeia de Santo António | 798                | 30,63              |